# ۹ اردیبهشت
۹ اردیبهشت چهلمین روز از سال در گاه‌شماری خورشیدی است. به پایان سال ۳۲۵ روز (۳۲۶ روز در سال کبیسه) مانده‌است.

## رویدادها
- ۱۲۸۸ - پایان قیام و محاصره مشروطه‌خواهان تبریز

## مناسبت‌ها
- روز شوراها در ایران[۱]
- عید رضوان، از بزرگ‌ترین اعیاد در دین بهائی.
- روز جهانی رقص (برابر با ۲۹ آوریل)
- روز روان‌شناس و مشاور

## زادروزها
- ۱۲۹۷ - محمد معین، پدیدآورنده فرهنگ فارسی معین
- ۱۳۰۹ - جمیله شیخی، بازیگر
- ۱۳۱۰ - حمید سمندریان، کارگردان و مترجم
- ۱۳۲۸ - رضا صفایی‌پور، بازیگر
- ۱۳۳۹ - کاوه زاهدی، بازیگر و کارگردان
- ۱۳۴۹ - لادن طباطبایی، بازیگر
- ۱۳۵۷-ایمان ادیان،متخصص بیهوشی

## درگذشت‌‌ها
- ۱۳۲۱ - ناصر دیوان کازرونی، کلانتر کازرون و از رهبران قیام علیه انگلستان در جریان اشغال ایران در جنگ جهانی اول
- ۱۳۳۹ - محمد جواد انصاری همدانی، عارف و فقیه
- ۱۳۶۸ - احسان طبری، نویسنده و فیلسوف
- ۱۳۷۰ - غلامحسین صدیقی، استاد دانشگاه تهران و سیاستمدار
- ۱۳۷۸ - ذبیح‌الله صفا، نویسنده و پژوهشگر [۲]
- ۱۳۹۰ - سیامک پورزند، روزنامه‌نگار
- ۱۳۹۶ - سعید کریمیان، مدیر تلویزیون جم تی وی
- ۱۳۹۷ - هوشنگ آزادی‌ور، شاعر و مستند‌ساز
- ۱۴۰۱ - نادر طالب‌زاده، کارگردان